# Абсолютна вага насіння
Абсолю́тна вага́ насі́ння — виражена в грамах вага 1 000 зернин, взятих без вибору із загальної маси очищеного насіння. Абсолютна вага насіння — один з найважливіших господарських показників, що характеризують якість насінного матеріалу. Чим більша ця вага, тим воно багатше на поживні речовини, без яких неможливо одержати життєздатну, стійку проти несприятливих умов вирощування рослину.
Абсолютну вагу насіння визначають за формулою:
X = (100—в) x А /100,
де X — абсолютна вага насіння в сухому стані, в — вологість насіння (у %), А — абсолютна вага невисушеного насіння.